# TIME THE MOTION
『TIME THE MOTION』（タイム・ザ・モーション）は1989年11月11日に発売された小比類巻かほる6枚目のオリジナル・アルバム。

## 概要
TDKレコード移籍第一弾のオリジナル・アルバム。後に、ライブ・ヴァージョンとしてリカットされた「いい子を抱いて眠りなよ」を収録。「MIND BELLS」「BLISS」の2曲はプリンスによるプロデュースである。

## 収録曲
特記以外　作詞（日本語詞：#5・#6）・作曲：小比類巻かほる／編曲：David Campbell・川口淳一
1. Wild Generation
  - 作曲：大内義昭
2. DREAMER <LONG VERSION>
  - 作曲：大内義昭　編曲：David Campbell
3. いい子を抱いて眠りなよ
  - 作曲：大内義昭
4. IN THE RAIN
5. MIND BELLS
  - 作詞・作曲・編曲：Prince & Levi Seacer, Jr.
6. BLISS
  - 作詞・作曲・編曲：Prince & Levi Seacer, Jr.
7. Everything's All Right
8. アスファルトの帰り道
9. TIME THE MOTION
10. リバーサイドパーク
  - 作曲：大内義昭
11. Silent Blue
  - 編曲：David Campbell